# Matteo Frutti
Matteo Frutti (Trescore Balneario, 29 januari 1975) is een voormalig Italiaans wielrenner. Hij was prof van 1998 tot en met 2002.

## Resultaten in voornaamste wedstrijden
| Jaar | Ronde van Italië | Ronde van Frankrijk | Ronde van Spanje |
| ---- | ---------------- | ------------------- | ---------------- |
| 1999 | 95e              |                     |                  |
| 2000 |                  |                     | opgave           |
| 2001 |                  | 128e                |                  |

| Jaar | Milaan-San Remo | Gent-Wevelgem | Parijs-Brussel |
| ---- | --------------- | ------------- | -------------- |
| 1999 | 154e            | 78e           |                |
| 2000 |                 |               |                |
| 2001 |                 |               | 10e            |